# Penguin Land
Penguin Land (どきどきペンギンランド?, Doki Doki Penguin Land) è un videogioco del 1985 sviluppato da SEGA. Originariamente pubblicato su SG-1000, il videogioco ha ricevuto conversioni per MSX, Game Boy e cabinato. Nella versione per Sega Master System è presente un editor di livelli. È inoltre incluso nelle raccolte Sega Ages Memorial Selection Vol. 2 per Sega Saturn e Sega Memorial Selection per PlayStation 2.